# Egon Bretscher
Egon Bretscher (23. května 1901 Curych – 16. dubna 1973) byl švýcarský chemik a nukleární fyzik. Působil od roku 1948 až do roku 1966 jako vedoucí divize jaderné fyziky v Ústavu pro výzkum atomové energie Atomic Energy Research Establishment také známé jako Harwell Laboratory v Harwell ve Velké Británii.